# Castelo de Busset

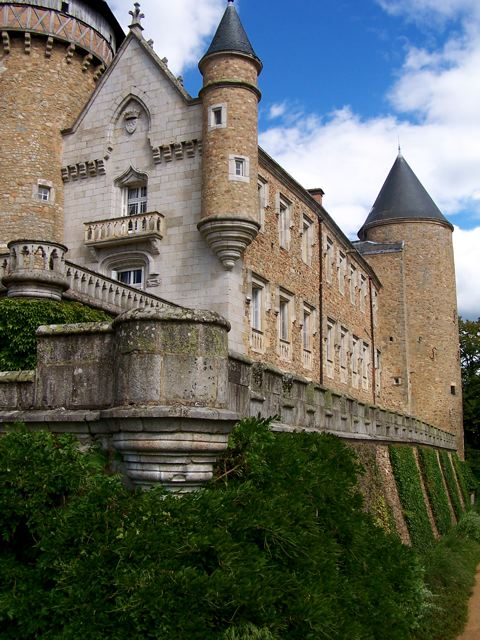
Château de Busset

O Château de Busset é um castelo que se transformou em um château na comuna de Busset, no departamento de Allier, na França. É a casa ancestral da família Bourbon-Busset . Actualmente é propriedade de uma família suíça.
O castelo não está aberto ao público. Está classificado desde 1981 como monumento histórico pelo Ministério da Cultura da França.